# Vincent Macaulay
Vincent Babatunde Kwao Macaulay-Razaq (* 23. März 1961 in Liverpool) ist ein britischer Basketballtrainer.

## Werdegang
Macaulay wuchs in Lagos in Nigeria auf. Er begann im Alter von 16 Jahren mit dem Basketballsport und verbrachte seine gesamte Spielerlaufbahn in Großbritannien. Von 1978 bis 1981 spielte er für die Mannschaft Liverpool Atac, im Zeitraum 1982 bis 1986 in Camden und Hampstead, von 1986 bis 1988 für die Brixton TopCats, 1988 für die Tower Hamlets sowie zwischen 1988 und 1992 für deren Nachfolgemannschaft London Docklands (beziehungsweise London Towers nach einer erneuten Umbenennung). Die Brixton TopCats hatte er 1984 gemeinsam mit Jimmy Rogers gegründet.
Bei der britischen Mannschaft Hemel Royals war er ab 1993 beschäftigt. Er war deren Trainer und übernahm die Geschäftsführung der Basketballmannschaft, die später Watford Royals hieß und die unter 1998 unter seiner Leitung von Watford nach Milton Keynes umzog und in Milton Keynes Lions umbenannt wurde. Macaulay war Besitzer der Mannschaft. 2000 sprang er noch einmal als Trainer ein, 2007 übernahm er dieses Amt wieder fest. 2008 gewann man den Pokalwettbewerb BBL Cup, Macaulay wurde in derselben Saison als Trainer des Jahres der British Basketball League ausgezeichnet. 2010 gab Macaulay das Traineramt in Milton Keynes an seinen Assistenten Michael New ab. Macaulay blieb Eigentümer der Mannschaft. Neben seinen Tätigkeiten bei den Milton Keynes Lions war er zwischen 2003 und 2005 auch Vorsitzender der British Basketball League.
2012 zog Macaulay mit den Milton Keynes Lions nach London um, dort wurde die zuvor während der Olympischen Sommerspiele 2012 genutzte Veranstaltungshalle Copper Box die neue Heimspielstätte der Mannschaft, des Weiteren wurde der Name in London Lions geändert. Er übernahm 2012 das Traineramt bei den London Lions. Im Sommer 2015 gab er dieses an Nigel Lloyd ab. Im Januar 2018 wurde Macaulay erneut der Trainer der Hauptstadtmannschaft.
In der Saison 2018/19 schloss er mit London die Hauptrunde der British Basketball League auf dem ersten Rang ab, später schied man im Viertelfinale aus. Im BBL-Cup holte man den Sieg. Macaulay wurde 2018/19 zum zweiten Mal in seiner Laufbahn als bester Trainer der Saison in der British Basketball League ausgezeichnet. Im Januar 2022 endete Macaulays Amtszeit als Trainer der London Lions. Schon im April 2020 war Macaulay als Eigentümer der Mannschaft ausgestiegen, hatte nach dem Verkauf an ein Unternehmen aus dem US-Bundesstaat Florida fortan eine Minderheitsbeteiligung an den London Lions inne.
Im Juli 2022 wurde Macaulay als neuer Cheftrainer der Manchester Giants aus der British Basketball League vermeldet. Er übernahm bei der Mannschaft zusätzlich das Manageramt. Macaulay war bis zum Sommer 2023 in Manchester beschäftigt. In der Sommerpause 2024 trat Macaulay das Traineramt beim deutschen Zweitligisten Artland Dragons an. Im November 2024 wurde er von den Niedersachsen entlassen, nachdem die Mannschaft unter Macaulay die ersten vier Spiele der Saison 2024/25 gewonnen und die nachfolgenden fünf verloren hatte.
Bereits im August 2024 hatte Macaulays Unternehmen Hoops Basket C.I.C. gemeinsam mit einem Geschäftspartner die Betreibergesellschaft der Thames Valley Cavaliers erworben. Im Dezember 2024 wurde der Verein in London Cavaliers umbenannt.
Zeitweise war Macaulay, der an der London International Film School ausgebildet wurde, in Nigeria als Produzent von Werbe- und Fernsehfilmen tätig. 2024 wurde er Mitglied im Verwaltungsrat des in Großbritannien ansässigen Medienunternehmens Propel Sports Africa.